# Wat Buddhavihara

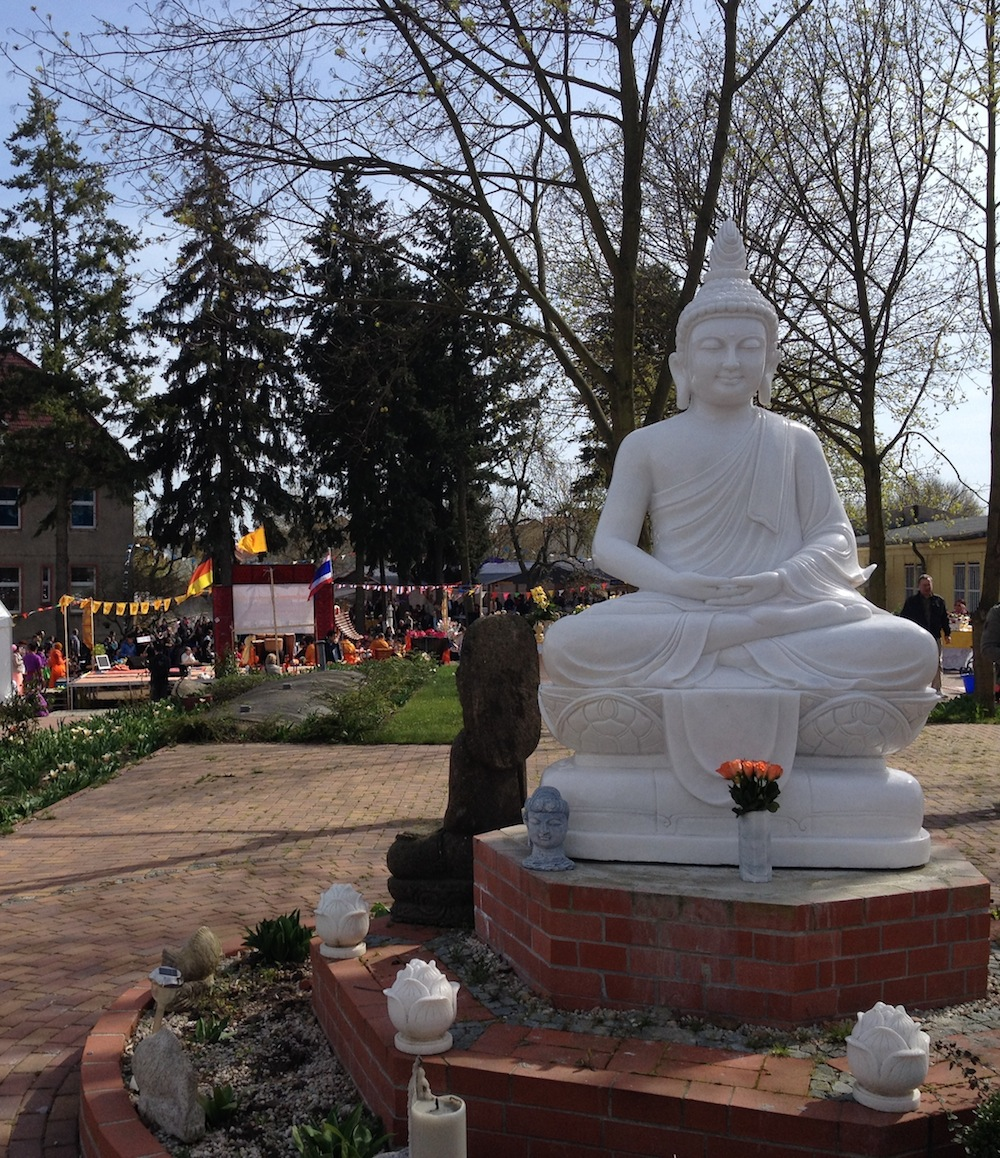
Buddha-Statue auf dem Klostergelände, 2015

Wat Buddhavihara (thailändisch วัดพุทธวิหาร, RTGS Wat Phutthawihan) ist ein buddhistischer Tempel und Kloster (Wat) in Berlin-Heinersdorf. Es gehört der thailändischen Traditionslinie des Theravada-Buddhismus an. Rechtsträger ist der Thailändische Buddhisten-Verein Berlin e. V.

## Struktur
Im Kloster leben zurzeit drei Mönche und fünf Nonnen, meist thailändischer Herkunft. Diese praktizieren den Theravada-Buddhismus. Das Kloster wird  vom Thailändischen Buddhisten Verein Berlin e. V. betrieben. Es bietet religiöse Feste und Zeremonien vor allem für thailändische Buddhisten, aber auch Gäste sind willkommen. Ein Höhepunkt ist das thailändische Neujahrsfest (Songkran) jeweils im April.

## Geschichte
Thailändische Buddhisten in Berlin (weit überwiegend Frauen) trafen sich zunächst als Gebetsgruppe in privaten Räumen, die vorübergehend von Mönchen aus Thailand besucht wurde. Sie gründeten 1991 den Thailändischen Buddhisten-Verein Berlin unter dem Vorsitz des ehemaligen Generalkonsuls Bandit Sotipalarit und begannen Spenden für die Errichtung eines thailändischen Tempels in Berlin zu sammeln. Somdet Phra Phutthachan (Kiaw), der Abt des Wat Saket in Bangkok und damals im Obersten Rat der Sangha Thailands für buddhistische Mission zuständig, beschloss 1992 zwei Missionsmönche nach Berlin zu entsenden.
Im August 1992 mietete der Verein ein Haus in der Glasgower Straße in Berlin-Wedding als temporären Tempel. Im Jahr darauf zog der „Thai Berlin Tempel“ in die Potsdamer Straße in Schöneberg um. Nach einem abermaligen Umzug in die Steinkirchener Straße in Wittenau (Bezirk Reinickendorf) wurde im August 1995 die Eröffnung des Tempels gefeiert. Phra Maha Photiwongsachan, der Abt des Wat Ratcha-orasaram in Bangkok, der die Rolle eines Beraters und Betreuers des Berliner Vereins übernommen hatte, verlieh dem Tempel zu diesem Anlass den Namen „Wat Buddhavihara Berlin“.
Im Dezember 2011 kaufte der Verein für 1 Million Euro ein 21.700 m² großes ehemaliges Industriegelände in der Malchower Straße im Ortsteil Heinersdorf (Bezirk Pankow). Mönche und Gemeindemitglieder richteten das verwilderte Grundstück im Folgejahr her, im Juni 2012 wurde eine Gründungszeremonie abgehalten und im Juli 2013 die Haupt-Buddhastatue an den neuen Standort überführt. Während das Haupthaus renoviert wurde, befanden sich die Meditations- und Wohnräume (Kuti) vorläufig in Baracken.
Im Juni 2023 wurde mit der Zeremonie Fang Luk Nimit der heilige Bezirk des künftigen Ubosot (Ordinationshalle) des Klosters markiert.